# Route 39 (Saskatchewan)
Pour les articles homonymes, voir Route 39.
La route 39 (en anglais : Highway 39) est une route provinciale asphaltée et non divisée située dans le sud de la Saskatchewan, au Canada. Elle relie Moose Jaw à North Portal au sud-est. Il s'agit d'une route de transport et de tourisme importante qui rejoint la frontière américaine au Dakota du Nord.